# 백악관의 코로나19 집단감염
여기서는 2020년 9월 말과 10월에 걸쳐 백악관 관계자들 여럿이 코로나19 양성 판정을 받은 사건을 다룬다.

## 경과

### 9월 26일 배럿 대법관 지명식

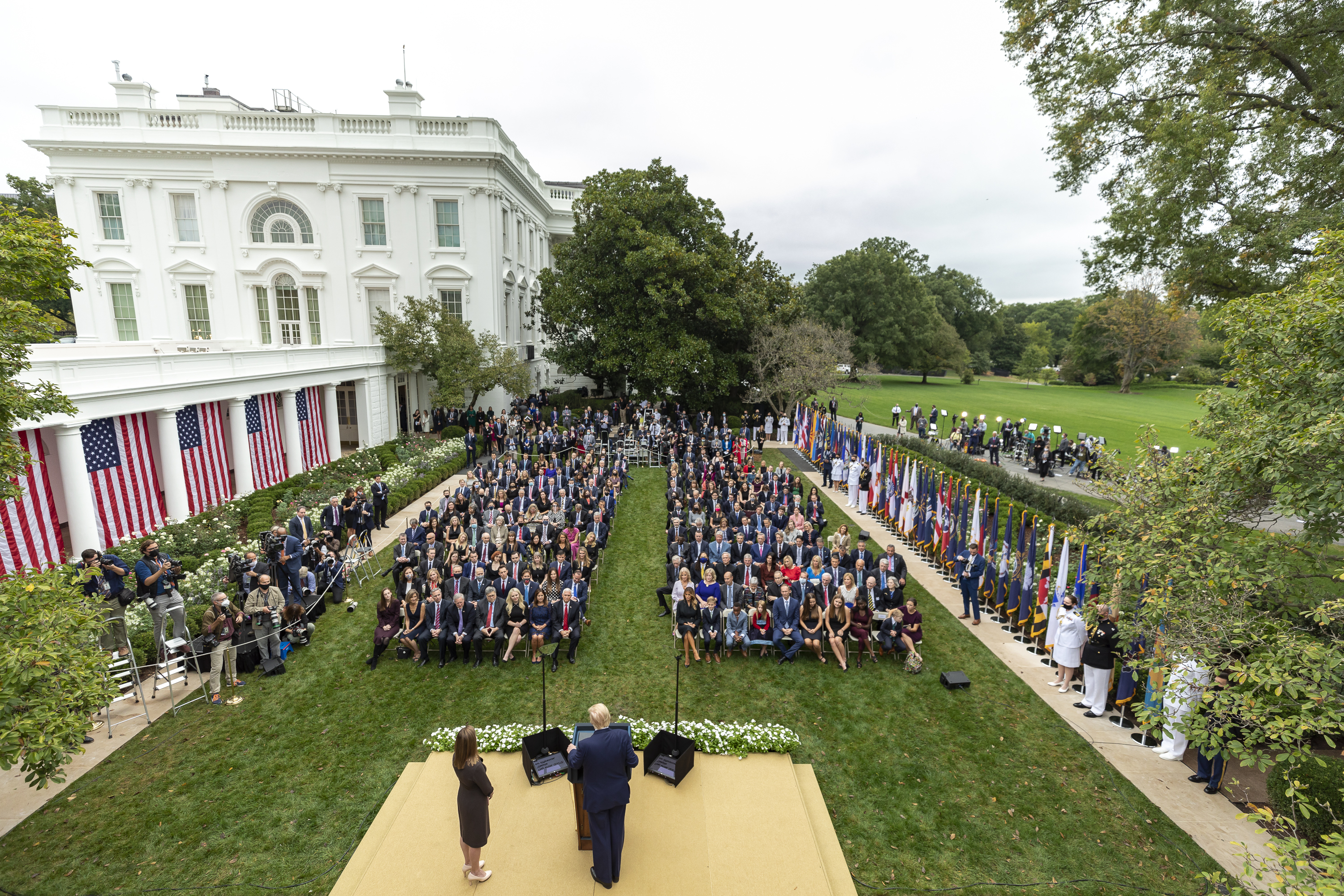
에이미 코니 배럿 대법관 지명식

미국의 대법관 루스 베이더 긴즈버그가 사망한 뒤, 2020년 9월 26일 백악관 로즈가든에서 에이미 코니 배럿의 대법관 지명식이 열렸다. 대부분의 참석자는 마스크를 쓰지 않은채로 가깝게 모여 앉았다. 이 지명식에 참석한 사람들 중 10명 이상이 이후 코로나19 양성 판정을 받았다.
- 미국 대통령 도널드 트럼프
- 영부인 멜라니아 트럼프
- 백악관 선임보좌관 호프 힉스(영어판)
- 상원의원 톰 틸리스(영어판)
- 상원의원 마이크 리(영어판)
- 노터데임 대학교 총장 존 I. 젱킨스(영어판) 신부
- 전 백악관 선임고문 켈리앤 콘웨이
- 전 뉴저지주 주지사 크리스 크리스티[3][4]
- 백악관 대변인 케일리 매커내니(영어판)[5]
- 하베스트 크리스천 펠로십(영어판) 교회 목사 그레그 로리(영어판)[6]

위 확진자 중 여덟 명은 가장 앞 네 열에 앉아서 다른 공화당 중진들과 가까이서 지명식을 지켜보고 있었다. 특히 마이크 리는 같은 행사에서 마스크를 쓰지 않은채 다른 참석자들과 포옹하는 모습이 찍혔다.

### 9월 29일 대선 토론회

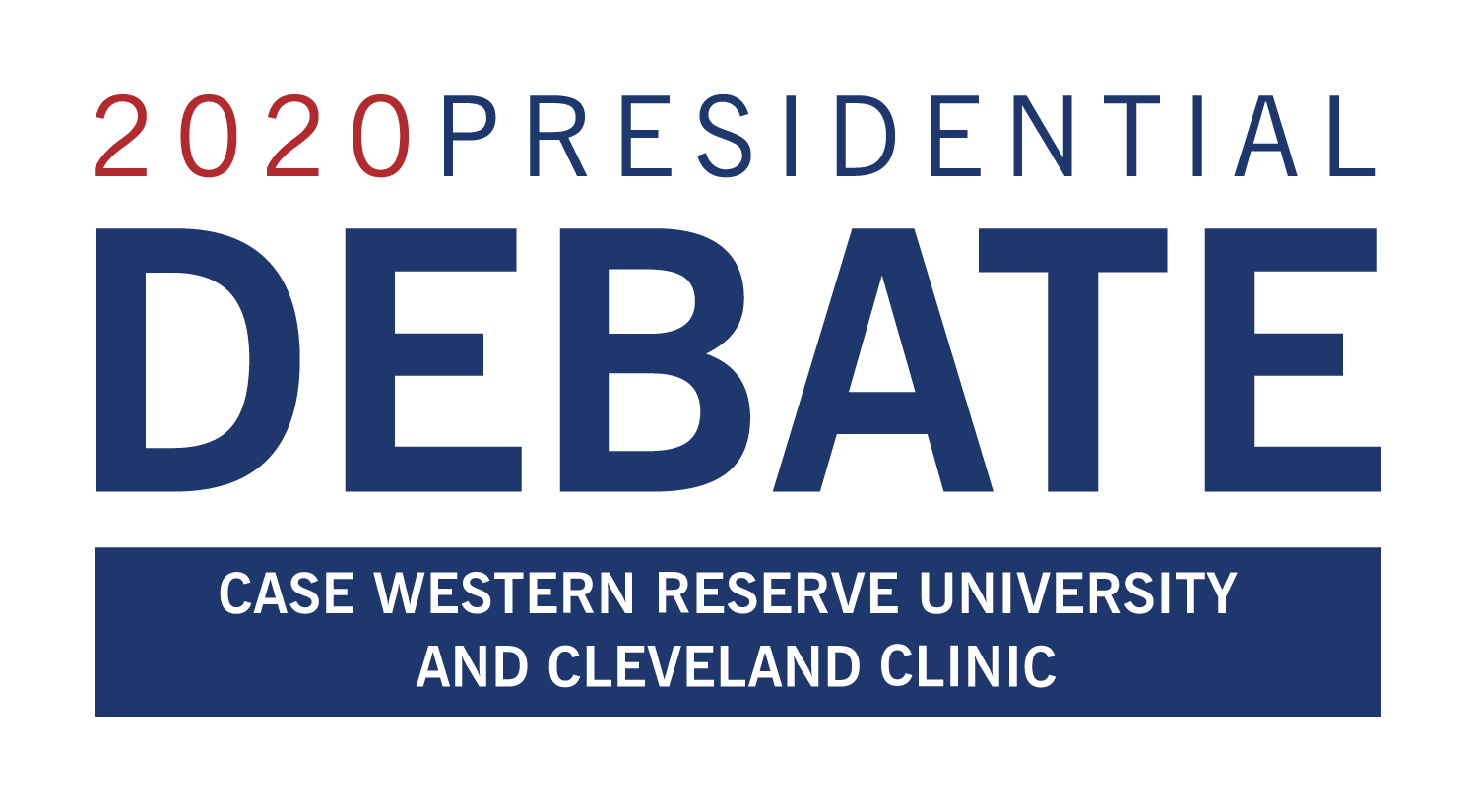
9월 29일 대선 후보 토론회 로고.

9월 29일 클리블랜드 클리닉에서 대선 후보 토론회가 열렸다. 대선 후보 당사자 이외의 모든 참석자들이 마스크를 쓰도록 규정되어 있었지만, 트럼프 측 참석자들 중 일부가 마스크 착용을 거부했다. 토론회를 준비했던 인원 중 최소 11명이 이후 코로나19 양성 판정을 받았다.

### 10월 1일 베드민스터 모금 행사
뉴저지주 베드민스터에 있는 골프장에서 열린 모금 행사에서 트럼프와 동행한 제이나 매캐런(Jayna McCarron) 해안경비대 소령이 이후 양성 판정을 받았다.

### 양성 판정과 전파
9월 30일 트럼프의 측근인 호프 힉스 선임보좌관이 코로나19 의심 증상을 보였으며 양성 판정을 받았다. 같은 날 공화당 전국위원장 로나 롬니 맥대니얼이 양성 판정을 받았다. 다음날 트럼프는 폭스 뉴스와의 인터뷰에서 힉스의 양성 판정 사실을 밝히고 자신도 코로나19 검사를 받고 있다고 말했다.
10월 2일 트럼프는 자신과 영부인이 코로나19 양성 판정을 받았다고 트위터로 밝혔다.
이후 백악관 직원과 공화당 중진 등이 코로나19 양성 판정을 받았다. 위에 언급하지 않은 사람 중에서는 다음 사람들이 양성 판정을 받았다.
- 트럼프의 선거운동 책임자 빌 스테피언[20]
- 대통령 수행원(영어판) 닉 루나(Nick Luna)[21]
- 백악관 보도실(press room) 직원 채드 길마틴(Chad Gilmartin)과 캐럴라인 리빗(Karoline Leavitt)[22]
- 상원의원 론 존슨(영어판)[23]
- 마이클 D. 시어(영어판)를 포함한 백악관 출입 기자 3명[24]
- 켈리앤 콘웨이의 딸 클로디아 콘웨이[25]

### 백악관의 역학 조사 비협조
호프 힉스의 양성 판정 사실은 10월 1일 오전 기준으로 백악관의 고위 관계자만이 알고 있었고 정례 브리핑에서도 발표되지 않았다. 그날 베드민스터 모금 행사에 참가하기로 예정돼 있었던 재러드 쿠슈너, 케일리 매커내니 등 일부 트럼프의 측근들은 돌연 참가를 취소하고 백악관에 남았다. 힉스의 양성 판정 사실은 같은 날 저녁 블룸버그의 백악관 출입 기자 제니퍼 제이콥스의 보도로 밝혀졌다.
10월 3일 트럼프의 주치의 콘리는 트럼프를 '72시간 검진했다(just 72 hours into the diagnosis now)'며 트럼프의 양성 판정이 9월 30일이었다는 점을 시사하는 발언을 했다가 이후정정했다. 만약 트럼프가 9월 30일 양성 판정을 받았다면 그는 그걸 알고서도 10월 1일에 베드민스터 모금 행사를 갔다는 것이 된다.
백악관은 확진자의 접촉자 추적을 하지 않았다. 미국 질병통제예방센터가 접촉자 추적을 지원하겠다고 몇 차례 제안했지만 백악관은 거부했다. 백악관은 10월 6일 접촉자 추적을 완료했다고 발표했으나, 양성 판정을 받은 기자들 중에는 백악관의 연락을 받지 않은 사람이 있었다.

## 트럼프의 입원
10월 2일 트럼프는 주치의 숀 콘리의 권유로 월터 리드 육군 병원으로 옮겨 치료를 받기 시작했다. 그는 렘데시비르, 단클론항체, 덱사메타손 등을 투여받았다.
10월 5일 트럼프는 병원을 나와 백악관으로 옮겼다.